# Noaptea cometei (film din 2013)
Noaptea cometei (titlu original: Coherence) este un film american de genul science fiction și thriller, regizat de James Ward Byrkit, acesta fiind debutul său regizoral. Filmul a avut premiera pe 19 septembrie 2013, la Festivalul de Film de la Austin. În rolul principal joacă Emily Baldoni, ea trebuind să se confrunte cu întâmplările stranii ce au loc în timpul trecerii unei comete pe deasupra Pământului.

## Intrigă
Filmul se rotește în jurul a șase persoane la o cină. În timpul cinei, o cometă trece pe deasupra Pământului. Acest lucru face ca locuința, precum și ocupanții acesteia, să se întâlnească cu alte case și ocupanți din alte realități. (De notat că nu sunt doar două realități, ci o infinitate) Există și o zonă întunecată între aceste realități. Când cineva trece prin această zonă întunecată, ei pleacă din realitatea lor și ajung într-o alta aleatorie. Persoana pe care filmul o urmărește constant este Emily
O pană de curent marchează începutul realităților alternative. La depărtare, afară, cei șase observă o casă cu luminile aprinse. Ei nu știu că este aceeași casă dar dintr-o altă realitate. La început, doi din grup părăsesc casa lor pentru a da un telefon din "cealaltă casă" și trec într-o realitate alternativă. Dublurile lor vin dintr-o altă realitate. Nimeni nu realizează că sunt alți oameni. Pe vreme ce povestea se desfășoară, cei șase realizează că cealaltă casă este de fapt o altă versiune a casei lor. Dar grupul presupune inițial că sunt doar două case, din două realități. Realizează ulterior că există realități multiple și că odată ce cometa își va termina trecerea, fiecare va fi blocat în realitatea în care se află la momentul respectiv.
Pe vreme ce timpul trece, diferite grupuri de oameni părăsesc casa și trec prin zona întunecată. Aceasta face ca fiecare să se amestece prin realitățile alternative. Din cauza trecutului dintre persoanele grupului, există diferite ciondăneli ce izbucnesc între ei. Emily se enervează și pleacă de una singură. Rătăcește dintr-o realitate în alta. În aproape fiecare dintre realități au izbucnit ciondăneli de tot felul, iar grupurile s-au amestecat complet între ele. Într-un final, ea ajunge într-o realitate în care toată lumea este calmă. Aici, ei nu au avut vreo pană de curent, grupul este intact, iar fiecare petrece o seară normală.
Emily vrea să o înlocuiască pe Emily din această realitate pentru a-i lua viața și  a fi fericită. Emily se furișează în spatele dublurii sale și o droghează. Mai întâi, o aruncă într-un portbagaj, iar apoi o atacă în baie și o lasă în cadă. Emily se îndreaptă apoi spre sufragerie și leșină. Ea se trezește a doua dimineață pe canapea și nu își vede dublura pe nicăieri. Emily părăsește casa și se întâlnește cu Kevin, prietenul ei, afară. Telefonul său sună, iar acesta vede că este un apel de la Emily. După ce răspunde, Kevin se uită suspicios la ea. Există posibilitatea ca acum această realitate să aibă permanent 2 de Emily în ea...

## Distribuție
- Emily Baldoni în rolul lui Emily
- Maury Sterling în rolul lui Kevin
- Nicholas Brendon în rolul lui Mike
- Lorene Scafaria în rolul lui Lee
- Hugo Armstrong în rolul lui Hugh
- Elizabeth Gracen în rolul lui Beth
- Alex Manugian în rolul lui Amir
- Lauren Maher în rolul lui Laurie

## Producție
Lui Byrkit i-a venit ideea pentru Coherence după ce a dorit să testeze ideea unor filmări "fără o echipă și fără un scenariu". El a ales să filmeze în propria casă și să dezvolte aspectul științifico-fantastic al peliculei din cauza necesității, dorind ca "sufrageria să se simtă mult mai mare decât o sufragerie". În timp ce Byrkit a avut în plan cum se va desfășura filmul, el a selectat actori improvizați și le-a dat scenariul cu povestea personajului lor, motivațiile și momentele importante ale filmului.
Byrkit a spus, "Pentru aproape un an, tot ceea ce am făcut a fost să desenez diagrame și hărți ale caselor, și săgeți pentru direcțiile personajelor, încercând să țin minte diferite itinerare, căutând ce cred cercetătorii despre natura realității — pisica lui Schrödinger și toate cele. Au fost cercetări, dar în ciuda graficelor și tabelelor, cred că ideea principală se baza pe personaje. Vrem ca logica regulilor noastre interne să fie auzită, și vrem ca oamenii să se uite de 12 ori la film și de fiecare dată să descopere ceva nou."

### Distribuția
Byrkit a ales intenționat actori care nu se cunoșteau. El a spus că, după ce a lucrat la filme blockbuster (precum Pirații din Caraibe: Blestemul Perlei Negre), "Vin de la un teatru unde am fost învățat să mă concentrez pe poveste și personaje, deci am renunțat la echipa de filmare; la scenariu, la efecte speciale, la bani, la tot, și m-am bazat numai pe simplitate, aceea de a avea o cameră în mână și niște actori, și o idee." Byrkit a adăugat, 
„"...în loc de a avea un scenariu, fiecarui actor i-a fost dată câte o notiță în fiecare zi, ce conținea povestea lor sau un fel de motivație pentru acea noapte. Dar ei nu știau ce a primit fiecare așa că totul a fost foarte natural, foarte spontan, ceea ce a rezultat în acest film; bineînțeles după un anumit program la care am lucrat aproape un an, în care se aflau toate indiciile și puzzle-urile și toate repetițiile și lucruri de genul. Dar actorii nu erau conștienți de acest lucru, iar acele lucruri s-au întâmplat deoarece, într-un fel, i-am ghidat în ceea ce făceau."”
Când Byrkit a fost întrebat dacă îi știa bine pe actori, el a răspuns, "Păi erau prieteni care știam că-i pot suna și zice 'Vino la mine acasă în câteva zile. Nu pot să-ți spun ce vom face, dar ai încredere în mine că nu te voi omorî. Va fi distractiv!' Și nu se cunoșteau unii pe alții înainte să ajungă la mine acasă, deci ar trebui să aleg oamenii care să pară un cuplu sau cei mai buni prieteni."
Reporterul Nell Minow a vorbit despre relația dintre actori: "Am bănuit că fiecare se cunoștea bine unul cu celălalt pentru că se aflau într-un ritm pe care doar prietenii vechi îl au." Byrkit a răspuns, "Aia a fost doar o distribuție formată din persoane grozave. După doar cinci minute în casa mea, au trebuit să se prefacă că sunt căsătoriți sau iubiți sau cei mai buni prieteni."
Criticul Matt Prigge a lăudat distribuția, spunând: "Byrkit ... nu s-a concentrat numai pe oameni inteligenți, precum a făcut în Primer, ci pe oameni deștepți dar neinformați, care au știut să pună totul la cap, și nu să pălăvrăgească, să țipe sau să bea. Într-adevăr, Coherence este în mare parte improvizat, distribuția reacționând la început cu râsete și neîncredere, dar care a început să fie frivolă la lucrurile serioase."

### Scenariul
Ryan Lattanzio a scris, "Byrkit a convocat opt actori neștiutori la casa sa din Santa Monica, le-a dat opt heringi și le-a dat frâu liber timp de cinci zile, știind că filmul va evolua normal, precum jazz-ul, chiar dacă își va ține actorii în neștiință. Dar el și co-scenaristul Alex Manugian nu inventau pe parcurs." Byrkit i-a spus că dorința sa era "să reducă filmul până la minimul necesar: fără scenariu, și fără echipă de filmare."
Byrkit a adăugat, "...în loc de un scenariu, aveam propriul meu tratament de 12 pagini la care am lucrat aproape un an. Conține toate întorsăturile, și momentele important, și povestea personajelor și puzzle-urile fiecărei scene. Dar în fiecare zi, în loc de scenariu, actorii primeau o notiță pentru propriul personaj, fie că era istoria lor, fie că era o motivație. Ei erau pregătiți doar pentru personajul lor. Nu aveau nicio idee despre ceea ce ceilalți actori au primit, așa că în fiecare noapte apăreau reacții și surprize adevărate. Acestea au fost numai interpretări naturale. Obiectivul a fost de a-i atrage în mister."
Actorul Nicholas Brendon a discutat despre improvizarea dialogurilor cu jurnalistul Fred Topel de la CraveOnline, care l-a întrebat: "Am înțeles că Coherence a fost făcut în așa fel încât fiecare a primit notițe despre personajul lor și scene. Ce era mai exact pe acele notițe?" Brendon a răspuns, "Nu-mi amintesc chiar acum, dar în fiecare zi aveam cinci lucruri diferite cu care trebuia să ne acomodăm... dar știu că Jim [Byrkit], și după Alex [Manugian], celălalt scenarist, au trebuit să fie siguri că știam ce se întâmplă. ... De vreme ce nu exista un scenariu, nu aveam nicio idee despre cum se va termina totul. ... Când am văzut filmul, eram gen, 'La naiba, e chiar mișto!' ...  Să fiu sincer, nu știam exact ce a ieșit decât după ce am văzut filmul."

### Filmări
Filmările au avut loc pe parcursul a cinci nopți în casa lui Byrkit.
Un reporter l-a întrebat pe Byrkit, "Ați avut probleme neașteptate la filmări?" Byrkit a răspuns, "... ne confruntam constant cu lucruri neașteptate. Într-o noapte am încercat să filmăm afară și trebuia ca totul să arate izolat și întunecat; în acea noapte se filma o altă peliculă pe strada noastră. Deci întreaga stradă era luminată și plină de figuranți." O altă echipă filma o reclamă la Snickers. "Ne aflam în mijlocul unor scene dramatice iar încă o bătaie în ușă ne-ar fi speriat pe toți..."

## Inspirația și tematica
Byrkit i-a spus unui reporter al Spinning Platters, "Deci, am venit cu ideea în sufrageria mea, unde a fost turnat filmul. Acum câțiva ani ne gândeam la un film cu un buget mic, sau chiar inexistent. Și, de vreme ce nu aveam bani, a trebuit să mă gândesc la ce aveam.  Aveam o cameră.  Aveam niște actori care erau destul de buni, și o sufragerie. Deci a trebuit să ne gândim cum să facem o sufragerie să pară mai mult decât o sufragerie. Și, asta a dus la tipul de poveste gen Zona crepusculară... Cream un tip natural de dialog, unde personale se întrerupeau una pe cealaltă și era totul amestecat, la fel ca și în realitate.  Și, am lucrat la poveste timp de un an, inclusiv la întorsăturile de situație și revelațiile și trădările pentru a avea un puzzle adevărat – un fel de Casa Surprizelor de unde puteam să-i îndrumăm pe actori."
Unii critici au sugerat că Byrkit s-a inspirat din Zona crepusculară și/sau din complexitatea filmului SF Invenția.
Byrkit i-a răspuns unui reporter: "Zona crepusculară, cu siguranță. Invenția nu m-a influențat foarte mult decât doar că am aflat că există o audiență pentru acest tip de film. Filmul respectiv este foarte diferit față de al nostru și nu m-a influențat la fel de mult ca și, să zicem, Doamne... ce măcel! (2011) al lui Roman Polanski, sau alte filme non-SF."

## Recepție
Criticii au fost predominant pozitivi cu Coherence, iar pelicula are un scor de 88% pe Rotten Tomatoes, scor bazat pe 74 de recenzii.
Multe dintre laudele adresate filmului s-au îndreptat spre distribuție, conform Bloody Disgusting și Fangoria. Film School Rejects i-a acordat lui Coherence o recenzie pozitivă, spunând că distribuția filmului a fost "aleasă remarcabil în comparație cu povestea complicată și bizară."
Dread Central a vorbit despre tematica filmului și a scris, "Ce-i înfricoșător la această poveste este cât de doritoare sunt personajele să abandoneze realitatea pe care o cunosc în favoarea uneia care pare mai interesantă. Fie că acesta este rezultatul cometei și fisurii create sau de subminarea fiecărui personaj de către ceilalți pentru a obține viața pe care o doresc, Coherence este foarte neliniștitor."
Clark Collis de la Entertainment Weekly a lăudat filmul, acordându-i nota B+: "Într-un debut impresionant al lui James Ward Byrkit, opt prieteni descoperă metafizica după ce o cometă creează un set de alter-ego-uri, și se bucură de propria lor sosie. Byrkit fructifică totul în acest cadru de o singură casă, creând înfiorare și paranoia în timp ce personajele sale fac niște decizii normale, dar în cele din urmă greșite. Distribuția e grozavă și ea, Nicholas Brandon din Buffy, spaima vampirilor făcând mișto de el însuși, el jucând un actor care făcea parte dintr-un serial... Coherence este un film satisfăcător și înspăimântător al genului. Și chiar și așa, trebuie să adori un film care nu numai că explică conceptul pisicii lui Schrödinger, dar și glumește pe tema asta ("Sunt alergic la pisici!").
Stephen Dalton de la The Hollywood Reporter a apreciat și el filmul: "Un SF pe buget mic, ce are loc la o petrecere din suburbii, Coherence este un testament al puterii ideilor ingenioase și al jocului actoricesc bun, spre deosebire de spectacolele pirotehnice... Un grup de opt prieteni se întâlnesc la cină... Tensiunile conjugale și secretele sexuale sunt aparente, dar drama relațiilor este repede pusă în umbră de ciudățeniile astrologice atunci când o cometă trece aproape de Pământ, cauzând pene de curent și probleme cu semnalul... Devine repede clar că realitatea este radical amestecată de trecerea cometei. Cu siguranță nu mai suntem în Kansas... Byrkit i-a dat distribuției sale informații puține despre poveste, încurajând naturalismul semi-improvizat ce se simte autentic."
Matt Zoller Seitz, editor al site-ului web lui Roger Ebert, i-a dat filmului trei stele de aur și a scris că filmul "este dovada că producătorii de filme inventivi pot face multe cu puțin... [dar] niciuna dintre întorsăturile tehnice sau artistice ale filmului nu se dovedesc revoluționare. Odată ce Coherence intră în poveste, spectatorul este destinat să fie înfricoșat. Este mai puțin un SF horror... Și mai mult un horror ce te ține în suspans deoarece, există și violență, iar sursa este una filozofică."
Ryan Lattanzio de la Indiewire a lăudat originalitatea filmului: "Coherence nu este doar ficțiune SF: este triumful îndemânării producătorilor independenți cu puține resurse și multă ambiție. Debutul regizoral al lui James Ward Byrkit se rezumă la obținerea unei ciudățenii metafizice și o cină ce devine astronomic piezișă. Acest film explodează de idei, și are acel lucru pe care îl așteptăm de la fiecare film: elementul surprizei."
Criticul de la Salon a scris o recenzie mixtă: "După ce problema fundamentală din Coherence a devenit clară, sau aproape clară – există o altă petrecere, la o altă casă, care arată teribil de asemănătoare cu aceasta – filmul devine un puzzle matematic prea simplu, cu toate că are o concluzie ingenioasă. Notițele apar înainte să fie scrise, fotografiile numerotate devine subiectul principal și, în timp ce personajele devin pe jumătate conștiente că acțiunile proprii sunt conturate de un continuum spațiu-timp a cărei relație cauză-efect devine amestecată, ele nu reușesc să-l oprească."

### Premii
- Cel mai bun scenariu la Festivalul de Film de la Austin (2013, câștigat)[25]
- Cel mai bun scenariu la Festivalul de Film de la Sitges (2013, câștigat)[25]
- Premiul Juriului la Festivalul de Film de la Sitges (2013, câștigat)[26]
- Cel mai bun debut la Festivalul de Film de la Amsterdam (2014, câștigat)[27]
- Mențiunea Specială la Festivalul de Film de la Amsterdam (2014, câștigat)[27]